# مصطفى بيومي (كاتب أمريكي)
مصطفى بيومي كاتب مصري أمريكي، وأستاذ اللغة الإنجليزية في كلية بروكلين، بجامعة مدينة نيويورك. ولد في زيورخ بسويسرا، ونشأ في كينغستون، أونتاريو، كندا، ويعيش حاليًا في بروكلين.
حصل بيومي على درجة الدكتوراه في اللغة الإنجليزية والأدب المقارن في جامعة كولومبيا. وهو محرر مشارك في قارئ إدوارد سعيد (2002)، ومحرر «منتصف الليل على سفينة مافي مرمرة: الهجوم على أسطول الحرية في غزة وكيف غير مسار الصراع الإسرائيلي/الفلسطيني» (والذي نشرته لأول مرة OR Books في 2010) ونشر مقالات أكاديمية في مجلات ودوريات مثل ترانزيشن، و إنترفينشنز، و مجلة ييل للنقد، وأميريجا، و الدراسات العربية الفصلية، و مجلة الدراسات الآسيوية الأمريكية.

## مسيرته
ظهرت كتاباته أيضًا في ذا نيشن، لندن ريفيو أوف بوكس، وذا فيليج فويس. تم تضمين مقالة له بعنوان "Disco Inferno" (جحيم الديسكو)، والتي نُشرت في ذا نيشن، في مجموعة «أفضل الكتابات الموسيقية لسنة 2006». من 2003 إلى 2006، عمل في المجلس الوطني لرابطة الدراسات الأمريكية، وهو حاليًا محرر في ميدل إيست ريبورت. كما يكتب عمودا صحفيا بين الحين والحين في «مشروع وسائل الإعلام التقدمي»، وهي مبادرة لمجلة ذا بروجريسف، وتظهر من خلال تلك المبادرة مقالاته الافتتاحية في الصحف في جميع أنحاء الولايات المتحدة. وقدم بيومي بعض المحاضرات في مصر عام 2012 تناول فيها الإسلاموفوبيا وحياة المسلمين في أمريكا بعد انتخابات الرئاسة عام 2012 والتي أعيد فيها انتخاب باراك أوباما.
يتتبع أحد أعمال بيومي، وهو «كيف تشعر ولديك إحساس أنك مشكلة؟: كونك شابًا وعربيًا في أمريكا»، يتتبع تجارب سبعة شبان عرب أمريكيين يستكشفون الحياة في بيئة ما بعد 11 سبتمبر، حيث أدت التصورات العامة المعقدة للهجمات إلى خلق أنواع جديدة من القوالب النمطية تؤجج التمييز على نطاق واسع. إنها قصة تصور كيف أن الشباب الأمريكيين العرب والمسلمين يصنعون حياتهم بأنفسهم في بلد غالبًا ما يعتبرهم العدو. في عنوانه إشارة إلى كتاب دو بويز الكلاسيكي الصادر عام 1903، باسم "The Souls of Black Folk" (أرواح السود). حصل كتابه «كيف تشعر ولديك إحساس أنك مشكلة؟: أن تكون شابًا وعربيًا في أمريكا» على جائزة الكتاب الأمريكي لعام 2008 وجائزة الكتاب العربي الأمريكي لعام 2009 في فئة الكتاب غير الروائي.
في أحد أعماله الأخرى بعنوان هذه الحياة الأمريكية المسلمة: رسائل من الحرب على الإرهاب (مطبعة جامعة نيويورك، 2015)، يكشف بيومي كيف تبدو الحرب على الإرهاب من وجهة نظر المسلمين الأمريكيين، مسلطًا الضوء على التأثير العميق للمراقبة المصاحبة لها على الطريقة التي يعيشون بها حياتهم. تكشف المقالات المضمنة كيف أنتجت السياسة المعاصرة والأفلام والروايات وخبراء الإعلام وغيرهم معًا ثقافة الخوف والشك التي لا تنسى عمدًا الماضي الإسلامي الأمريكي فحسب، بل تهدد أيضًا جميع الحريات المدنية لمسلمي أمريكا في الوقت الحاضر. حاز الكتاب على جائزة إيفلين شاكر للكتاب العربي الأمريكي غير الروائي لعام 2016.

### أعمال أخرى
- علم أصول التدريس والعدالة الاجتماعية وحالة الدراسات الأمريكية الآسيوية، جامعة كاليفورنيا، لوس أنجلوس، 2003.[17]
- الإسلام المهاجر: الدين والحداثة والاستعمار (سلمان رشدي، إدوارد ويلموت بلايدن، الهند، مالكولم إكس)، جامعة كولومبيا، 2005.[18]
- الأعمال المختارة لإدوارد سعيد 1966-2006، لندن، 2021.[19]
- الخوف والبغض في أمريكا بعد 11 سبتمبر: الإرهاب والعنصرية والحاجة إلى بدايات جديدة (مقال)، 2011.[20]
- الباقون في أماكنهم: حقوق السكان الأصليين، قضية فلسطين، والدراسات الأمريكية الآسيوية، 2003.[21]
- أن تكون مسلما في عهد ترامب، 2017.[22]

## آراؤه
انتقد بيومي ما اعتبره تناقض جورج بوش الابن الذي صرح بأن «الإسلام هو السلام» في مسجد واشنطن بعد حدوث العديد من جرائم الكراهية تجاه مسلمي الولايات المتحدة في أعقاب هجمات 11 سبتمبر، وقال أن إدارة بوش نفسها «كانت قد بدأت بالفعل في اعتقال واحتجاز المئات، إن لم يكن الآلاف من المهاجرين المسلمين، في ظروف قاسية للغاية ومسيئة»، وتحدث عن تلقي الخط الساخن الذي أنشأه مكتب التحقيقات الفيدرالي أكثر من 96000 بلاغ في أسبوعه الأول.

## روابط خارجية
- الموقع الرسمي لمصطفى بيومي
- مصطفى بيومي بكلية بروكلين
  - باحث ما بعد الاستعمارية في قسم اللغة الإنجليزية يفتخر بنجاح طلابه، 8 سبتمبر 2004
- أرشيف أعمدته في ذا بروجريسف
- أرشيف أعمدته في ذا نيشن
- إدوارد و. سعيد (1935-2003) شهادة لمعلمي، 30 سبتمبر 2003
- الظلال والنور: الحداثة الاستعمارية ومسجد باريس الكبير، مصطفى بيومي، مجلة ييل للنقد، خريف 2000.
- كلية بروكلين تواجه انتقادات بسبب القراءات المطلوبة من الطلاب من ناقد لإسرائيل (مصطفى بيومي) الأسبوع اليهودي، 27 أغسطس، 2010